# Henry Frederick Baker
Henry Frederick Baker FRS (3 juli 1866 - 17 maart 1956) was een Brits wiskundige, die voornamelijk werkzaam was op het gebied van de algebraïsche meetkunde. Men herinnert zich hem echter ook voor zijn bijdragen aan partiële differentiaalvergelijkingen (gerelateerd aan wat bekend zou komen te staan als solitonen) en Lie-groepen.